# 費州
費州（ひしゅう）は、中国にかつて存在した州。唐代に現在の貴州省思南県と徳江県南部にまたがる地域に設置された。

## 概要
630年（貞観4年）、唐により思州の涪川・扶陽の2県を分割して、費州が置かれた。この年、黔州の万資・相永の2県を併合した。634年（貞観8年）、思州の多田・城楽の2県を併合した。637年（貞観11年）、万資・相永の2県を廃止した。742年（天宝元年）、費州は涪川郡と改称された。758年（乾元元年）、涪川郡は費州の称にもどされた。費州は江南西道に属し、涪川・扶陽・多田・城楽の4県を管轄した。